# Francisco Varela
Francisco Javier Varela García (7. září 1946 Santiago de Chile – 28. května 2001 Paříž) byl chilský biolog, neurovědec, kybernetik a filozof, který společně se svým mentorem Humbertem Maturanem se proslavil převedením koncepce autopoézy do biologie, rovněž je spoluzakladatel společnosti Mind and Life Institute, která má za cíl sbližování vědy s buddhismem.

## Život a kariéra
Varela se narodil v roce 1946 v Santiago de Chile jakožto syn Coriny Maríi Eleny Garcíi Tapia a Raúlovi Andreésovi Varela Rodriguezovi. Po dokončení střední školy na liceu Alemán del Verbo Divino v Santiagu ( kde studoval v letech 1951-1963) studoval dočasně, stejně jako jeho mentor, medicínu na Katolické universitě v Chile a promoval z oboru biologie.
Později získat titul Ph.D. opět z oboru biologie na Harvardově Universitě. Svoji tezi, obhajoval v roce 1970 pod dohledem Torstena Wiesela pod názvem: Insect Retinas: Information processing in the compound eye.
Po vojenském převratu v Chile v roce 1973, vedené generálem Augusto Pinochetem, Varela se svojí rodinou strávili 7 let ve Spojených státech, ale roku 1980 se vrátil zpět do Chile a přijal místo profesora biologie na Universidad de Chile.
V 70. letech se Valera začínal seznamovat s Tibetským Buddhismem, který začal studovat společně s Keun-Tshen Gobou a s meditačním mistrem Chogyamem Trungpa Rinpochem, zakladatelem Vajradhatu a Shambhala Training. Později praktikoval buddhismus s Tulku Urgyen Rinpochem, mistr meditací pocházející z Nepálu, zaměřující se na tantrická cvičení.
V roce 1986 se Varela usadil ve Francii, kde učil původně kognitivní vědu a epistemiologii na prestižní École Polytechnique a později neurovědu na Pařížské universitě. Od roku 1988 až do své smrti vedl výzkumnou skupinu jakožto šéf výzkumu v CNRS (Centre National de Rechcerche Scietifique).
V roce 1987 Varela společně s R. Adam Englem založil Mind and Life Institut, původně určen k tomu, aby podporoval dialog mezi vědci a Dalajlámou ve vztahu mezi moderní vědou a buddhismem. Tento institut existuje dodneška jako hlavní spojka pro podobné dialogy, dále podporuje a propaguje multidisciplinární vědecký výzkum, propojení vědy s meditací a další buddhistické praktiky.
Francisco Varela zemřel roku 2001 na hepatitidu typu C, nedlouho poté, co sepsal zprávu o své transplantaci jater, kterou podstoupil v roce 1998. Zanechal po sobě čtyři děti, jedním z nich je i environmentální aktivistka, herečka a modelka Leonor Varela.

## Dílo a odkaz
Varela jakožto vystudovaný matematik, biolog a filosof, byl silně ovlivněn svým mentorem Humbertem Maturanou a Torstenem Wieselem.
Napsal a vydal řadu knih, článků a publikací na téma biologie, neurologie, kognitivní vědy, matematika a filosofie. Založil se svými společníky thinktank zvaný Integral Institute, zaměřující se na " rozvinuti" vědních disciplín a idejí.
Varela podporoval tzv. Vtělenou kognici, která v kognitivní vědě představuje výzkum, který klade důraz na důležitost formativní role prostředí při vývoji kognitivních procesů.
Varelovy práce získaly na popularitě na poli neurovědy a zpopularizovala koncept tzv. Neurofemonologie. Je to koncept kombinované fenomenologie od Edmunda Husserla a Maurce Merleau - Pontyho s vědou v první osobě. Zkráceně neurofenomenologie vyžaduje od účastníků, prozkoumat své vědomí, za použití vědecky ověřených metod.
V roce 1996 vyšla populární kniha Web of Life, která pomohla zpopularizovat práce a teorie jak Varely tak Maturany.
Varelova kniha z roku 1991 v originálním znění " The Embodied Mind: Cognitive Science and Human Experience" kterou vypracoval společně s Evanem Thompsonem a Eleanor Roschovou, je považována za klasické dílo, na poli kognitivní vědy. Revidovaná verze této knihy byla vydána v roce 2017.